# Elaphoglossum badinii
Elaphoglossum badinii är en träjonväxtart som beskrevs av Novelino. Elaphoglossum badinii ingår i släktet Elaphoglossum och familjen Dryopteridaceae. Inga underarter finns listade.